# Dvorianka
Dvorianka (en rus: Дворянка) és un poble del krai de Primórie, a l'Extrem Orient de Rússia, que en el cens del 2010 tenia 116 habitants.